# مایکل رونی
مایکل رونی (به انگلیسی: Michael Roney) (زاده ۱۹۵۴) کارآفرین، حسابدار و مدیر ارشد اجرایی آمریکایی است، که در حال حاضر به‌عنوان مدیر عامل اجرایی شرکت بانزل فعالیت می‌کند.